# Odontostilbe microcephala
Odontostilbe microcephala är en fiskart som beskrevs av Eigenmann, 1907. Odontostilbe microcephala ingår i släktet Odontostilbe och familjen Characidae. IUCN kategoriserar arten globalt som livskraftig. Inga underarter finns listade i Catalogue of Life.